# پورنوای-لا-شتیو
پورنوای-لا-شتیو (به فرانسوی: Pournoy-la-Chétive) یک کمون در فرانسه است که در Canton of Verny واقع شده‌است.

## خصوصیات
پورنوای-لا-شتیو ۲٫۵۶ کیلومترمربع مساحت و ۶۲۴ نفر جمعیت دارد و ۱۹۰ متر بالاتر از سطح دریا واقع شده‌است.